# Kollafjørður község
Kollafjørður község (feröeriül: Kollafjarðar kommuna) egy megszűnt község Feröeren. Streymoy középső részén, a keleti parton helyezkedett el.

## Történelem
A község 1913-ban jött létre, amikor Norðstreymoy egyházközség szétvált négy részre. 2001. január 1-jén Tórshavn község része lett.

## Önkormányzat és közigazgatás

### Települések
| Település    | Mióta a község része | Előző község              | Meddig a község része | Következő község | Megjegyzés |
| ------------ | -------------------- | ------------------------- | --------------------- | ---------------- | ---------- |
| Kollafjørður | 1913                 | Norðstreymoy egyházközség | 2000                  | Tórshavn község  |            |
| Oyrareingir  | 1913                 | Norðstreymoy egyházközség | 2000                  | Tórshavn község  |            |
| Signabøur    | 1913                 | Norðstreymoy egyházközség | 2000                  | Tórshavn község  |            |

## Népesség
| Év              | Lakosság |
| --------------- | -------- |
| 1986. január 1. | 840      |
| 1991. január 1. | 920      |
| 1996. január 1. | 894      |